# BPS (moto)
La BPS Motos Boudet-Portal è una casa motociclistica francese attiva dal 1973 al 1982.

## Storia

### Il contesto
Nei primi anni settanta anche in Francia iniziò a diffondersi la disciplina motociclistica della "regolarità", oggi denominata "enduro", che consiste in gare della durata di più giorni, su percorsi misti, principalmente fuoristradistici.
In questa particolare disciplina che, essendo molto frequentata da piloti privati e dilettanti, rappresentava un settore mercato in forte espansione, eccellevano le motociclette prodotte in Italia, Germania e Austria, mentre le case motociclistiche francesi non allestivano veicoli specifici o competitivi.

### La BP
I fratelli Henry e Jacques Boudet e i fratelli Gilles e Denise Portal erano quattro coetanei e amici, accomunati dall'attività crossistica, anche con risultati di alto livello. Denis Portal, ad esempio, era stato campione nazionale di motocross nel 1966 con la Bultaco 250 e nel 1970 con la Maico 500. Oltre alle capacità agonistiche, i quattro risultavano particolarmente versati nella parte tecnica: esperti motoristi i Portal e abili telaisti i Boudet.
Nel 1972 ebbero inizio in Francia le prime competizioni ufficiali di regolarità e fu l'occasione per i quattro aveyronesi di dare corpo alla loro idea di realizzare una motocicletta adatta alla nuova specialità. Allo scopo fondarono, a Villefranche-de-Rouergue, la Moto BP (acronimo di Boudet e Portal) e realizzarono la prima special dotata di propulsore Sachs da 125 cm³ che venne impiegata in una competizione fuoristrada di durata sul circuito di Brioude, nel dicembre dello stesso anno. La macchina, affidata al giornalista Gilles Mallet sopportò i due giorni di gara senza inconvenienti e la pur modesta prestazione ebbe una forte eco sulla stampa nazionale, probabilmente dovuta al fatto che era stata compiuta da una moto realizzata in Francia.

### La BPS
Visti i buoni auspici e con l'aiuto economico e organizzativo di Marcel Seraut, importatore francese della OSSA, nel 1973 venne fondata la BPS (acronimo di Boudet, Portal e Seraut) che si proponeva l'intento di costruire moto da regolarità e cross per l'impiego agonistico e di dare vita ad una squadra corse per partecipare ufficialmente ai campionati nazionali delle specialità. 
I risultati furono discreti ed il ritorno d'immagine ben superiore ad ogni aspettativa, tanto che fu decisa la produzione in serie del modello, denominato BPS Elan, che venne esposto al Salone della moto di Parigi nelle due cilindrate di 125 e 175 cm³.
Il 1974 fu per la BPS un anno di grandi soddisfazioni sportive e commerciali con molte vittorie e innumerevoli piazzamenti ottenuti dalla squadra ufficiale e dai piloti privati, in sella alle centinaia "Elan" prodotte tra il 1973 e il 1974.
Il grande successo, però, evidenziava la pochezza produttiva della BPS che non sarebbe certo riuscita a soddisfare la richiesta di motociclette in continuo aumento. In assenza degli ingenti capitali necessari ad allestire una struttura produttiva industriale, i fratelli Boudet proposero di importare motociclette costruite all'estero e venderle in Francia con il marchio BPS. La soluzione trovò la ferma contrarietà di Seraut e dei fratelli Portal che avrebbero preferito continuare la produzione artigianale e che decisero di uscire dall'azienda, fondando la Motos Portal, attiva sino al 1984.
Determinati a sfruttare il favorevole momento commerciale derivante dalla fama sportiva, nel 1975 i fratelli Boudet siglarono un contratto di fornitura con una neonata casa motociclistica italiana, la SWM, produttrice di raffinati e costosi modelli da cross e regolarità. Poco dopo venne raggiunto un accordo anche con la Aspes, allo scopo di completare la gamma con il modello stradale "Sport" e i ciclomotori da Regolarità "Navaho". I risultati furono eccellenti sia a livello commerciale che nelle competizioni (le BPS 125 vinsero innumerevoli gare, oltre alla "Coupe Promosport", campionato riservato ai piloti debuttanti e moto di serie, nel 1976, 1978, 1979 e 1982), tanto da spingere i fratelli Boudet a realizzare una nuova struttura produttiva con reparto montaggio e magazzino. Al fine di evitare i pesanti dazi doganali francesi, le moto venivano inviate a pezzi separati e montate dalla BPS, in questo modo risultando costruite in Francia.
Nel 1976 la BPS divenne il primo costruttore francese di moto da fuoristrada e le vendite aumentano fortemente anche negli anni successivi, fino a raggiungere i 5.000 veicoli prodotti nel 1978.
L'esempio della BPS era stato preceduto e seguito da molte altre piccole aziende che, avvantaggiate dal cambio favorevole, importavano motoleggere e ciclomotori italiani o tedeschi, per poi venderli in Francia con il loro marchio. Tale politica influiva pesantemente sull'economia francese ed il governo, nell'impossibilità di impedire le importazioni, mise in discussione al parlamento una legge che prevedeva il divieto di vendita per i ciclomotori con cambio di velocità e la riduzione della cilindrata massima da 125 cm³ a 80 cm³ consentita per i sedicenni.
Già nel 1979 le vendite si ridussero del 50% e quando la nuova legge venne approvata, nel 1980, le vendite si limitarono ai soli modelli 125 da regolarità destinati ai piloti privati e dilettanti della disciplina.
Nel 1981 la BPS tentò di riconvertire la produzione con alcuni ciclomotori fuoristrada monomacia che non ottennero particolare approvazione dalla clientela e, alla fine del 1982, l'azienda chiuse i battenti.

## Principali modelli prodotti
- BPS 125 Elan
- BPS 175 Elan
- BPS 400 Elan (circa 20 esemplari per le competizioni con motore Maico)
- BPS 125 Super Elan (SWM 125 Six Day)
- BPS 125 Sport (Aspes 125 Juma)
- BPS 50 Navaho (Aspes 50 Navaho)
- BPS 50 YAK
- BPS 125 YAK (20 esemplari per le competizioni)
- BPS 125 Silver Vase (SWM 125 Silver Vase)